# Eric Overmyer
Eric Overmyer, né le 25 septembre 1951 à Boulder dans le Colorado, est un auteur et producteur américain. 

## Biographie
Il a écrit et/ou produit de nombreuses séries saluées par la critique : Hôpital St Elsewhere, Homicide, The Wire, New Amsterdam et Treme.
Il a contribué à la quatrième saison de The Wire au côté de David Simon avec qui il avait déjà travaillé sur Homicide.
Il a collaboré de nouveau avec David Simon pour l'écriture et la production de la série dramatique Treme pour HBO.
En collaboration avec Michael Connelly, il a développé et coécrit les séries Bosch et Bosch : Legacy diffusées par Prime Video.
Son apport à l'écriture de ces différentes séries se caractérise par le souci du réalisme et la volonté de retranscrire les réalités sociales de façon non manichéenne.